# ناتالیا شیکولنکو
ناتالیا شیکولنکو (بلاروسی: Натальля Шыкаленка؛ زادهٔ ۱ اوت ۱۹۶۴ ‏(۶۰ سال)) پرتاب‌گر نیزه اهل اتحاد جماهیر شوروی سوسیالیستی است.
وی در مسابقات کشوری و بین‌المللی در مجموع برندهٔ ۱ مدال طلا، ۱ مدال نقره، ۱ مدال برنز شده‌است.